# Série 21 SNCB
Les locomotives de la série 21 (SNCB) sont des locomotives électriques des chemins de fer belges (SNCB) équipées de hacheurs à thyristors pour moduler la puissance au démarrage. Elles sont techniquement très proches de celles de la série 27, mais avec une puissance inférieure.
Les locomotives des séries 11 et 12 sont directement dérivées de ces motrices, et disposent des équipements (pour la signalisation et la tension électrique) nécessaires pour circuler respectivement aux Pays-Bas et en France.

## Historique
De 1984 à 1988, 60 locomotives de ce type ont été construites, numérotées de 2101 à 2160. La 2160 est donc la dernière motrice de conception totalement belge à avoir été produite dans le pays.

### La 1901
En 1993, la motrice 2130 a été modifiée et renumérotée 1901 pour tester les équipements électriques des futures machines de la série 13. En 2001, cette locomotive a été remise au type de la série et a retrouvé son numéro d'origine.

## Utilisation
Leur puissance réduite par rapport à leur sœur de la série 27 les prédestine à la remorque de trains de voyageurs en plaine. L'optimisation de la gestion de parc et la souplesse du pilotage électronique les verront toutefois sur divers types de services.
Les motrices 2107 et 2113 sont hors service à la suite d'accidents à des passages à niveau.

### En trafic voyageur
En 2019, les locomotives série 21 assurent les trains suivants :

#### semaine
- IC-18 : Liège-Saint-Lambert - Namur - Bruxelles - prolongé vers Tournai en heure de pointe (rames de M4 réversibles ou non)
- (IC-12) : Courtrai - Bruxelles - Louvain (rame réversible de M4, seulement deux trains par jour ; AM80 durant les vacances)
- (IC-20) : Gand - Alost - Bruxelles - Hasselt - Tongres (courte rame réversible de M4, seulement quatre trains par jour)
- un certain nombre de trains d'heure de pointe (P) composés de voitures M4 ou de voitures M5 ; dont quelques trains (S) supplémentaires
  - de Schaerbeek à Mouscron / Saint-Ghislain / Quévy / Courtrai / Audenarde / Grammont (S6)
  - de Bruxelles-Midi à Hasselt / Gand-Saint-Pierre / Landen / Genk / Termonde (S3) / Alost (S10)
  - de Gand-Saint-Pierre à Courtrai / La Panne
  - de Termonde à Louvain

#### week-ends et jours fériés
- IC-06 : Tournai - Ath - Bruxelles - Brussels-Airport-Zaventem (rames réversibles de M4)
- IC-06A : Mons - Braine-le-Comte - Bruxelles - Brussels-Airport-Zaventem (rames réversibles de M4)

Galerie d'images.
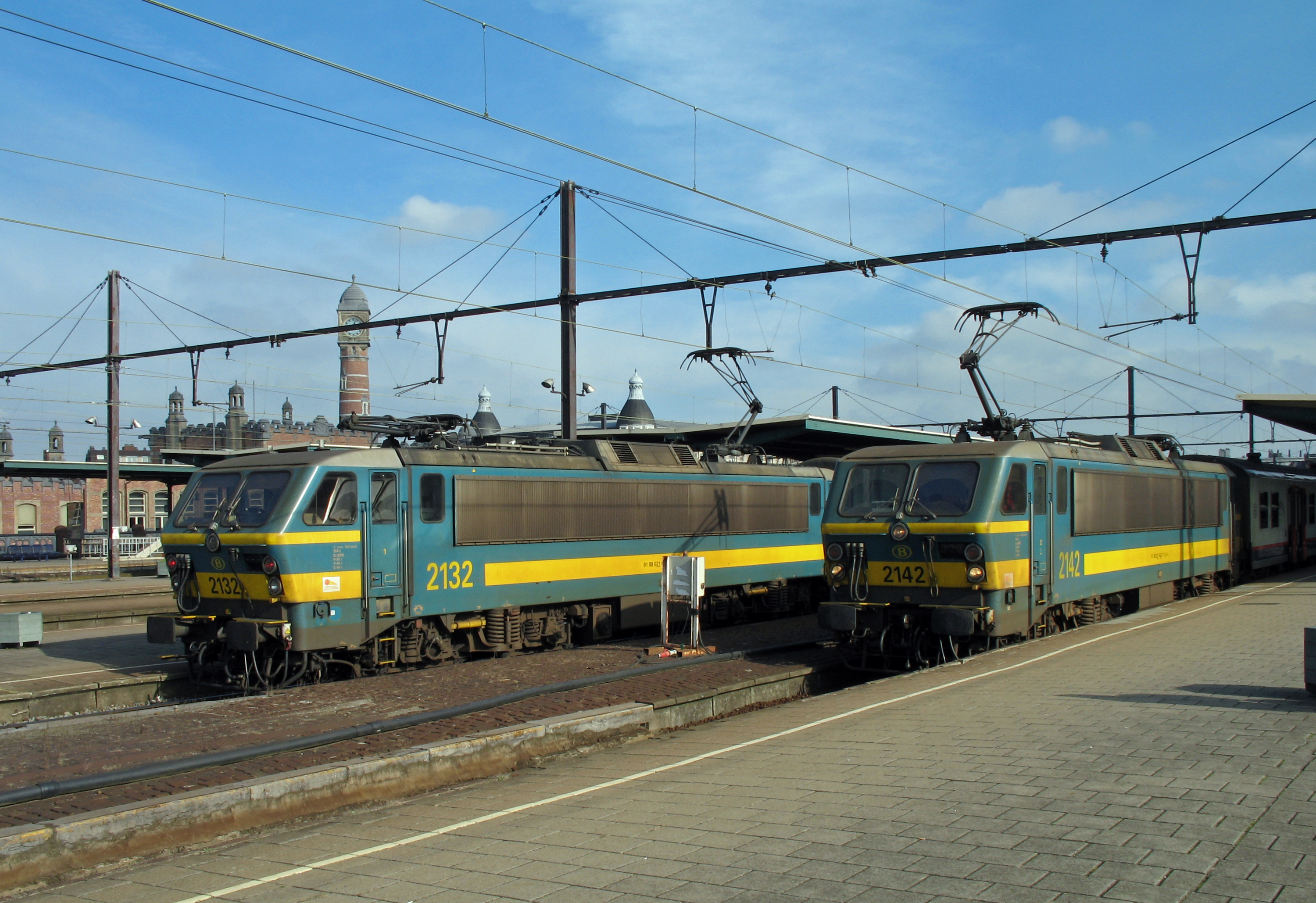
2132 et 2142 en gare de Gand-Saint-Pierre.
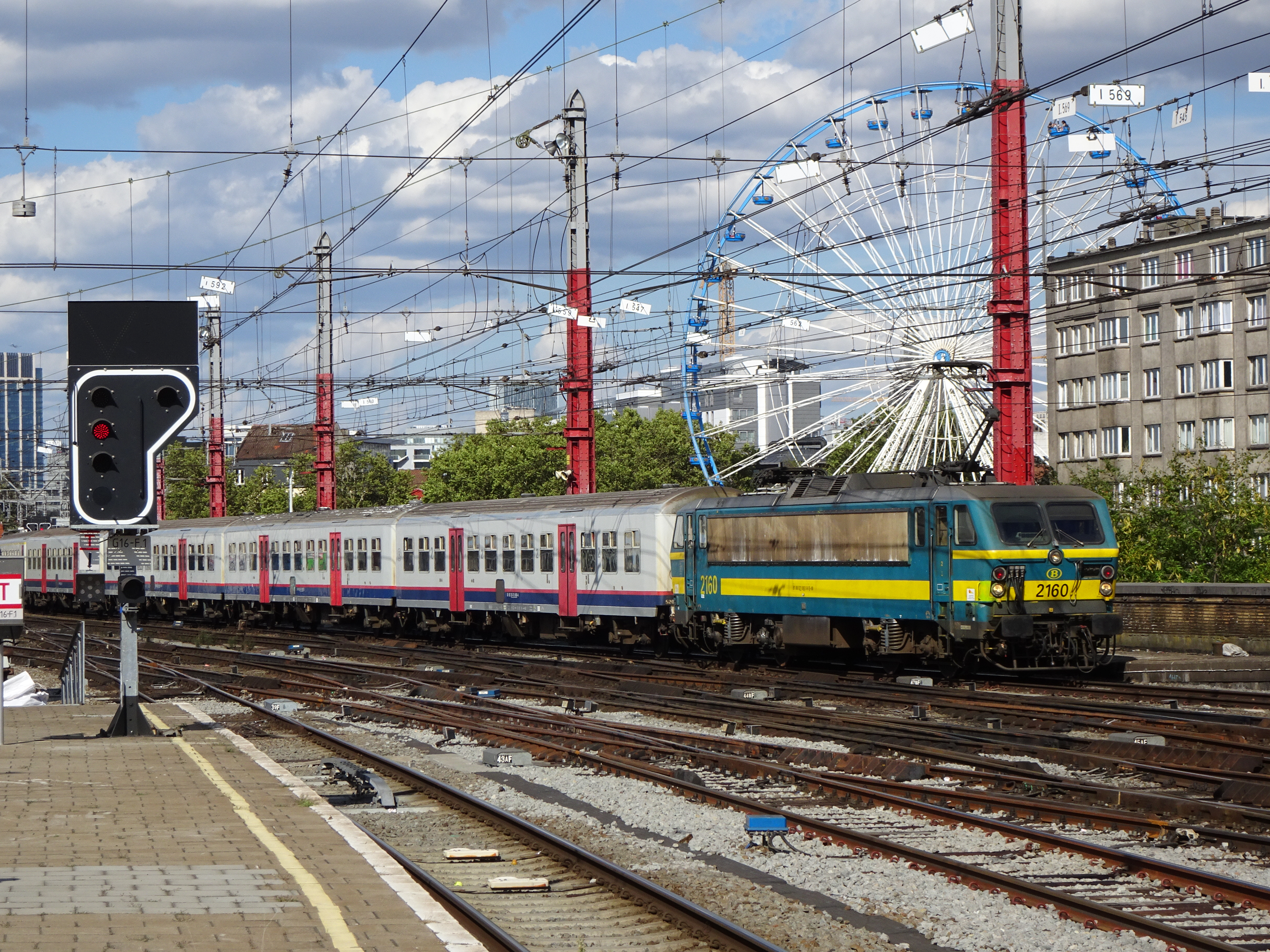
La 2160, dernière de la série.
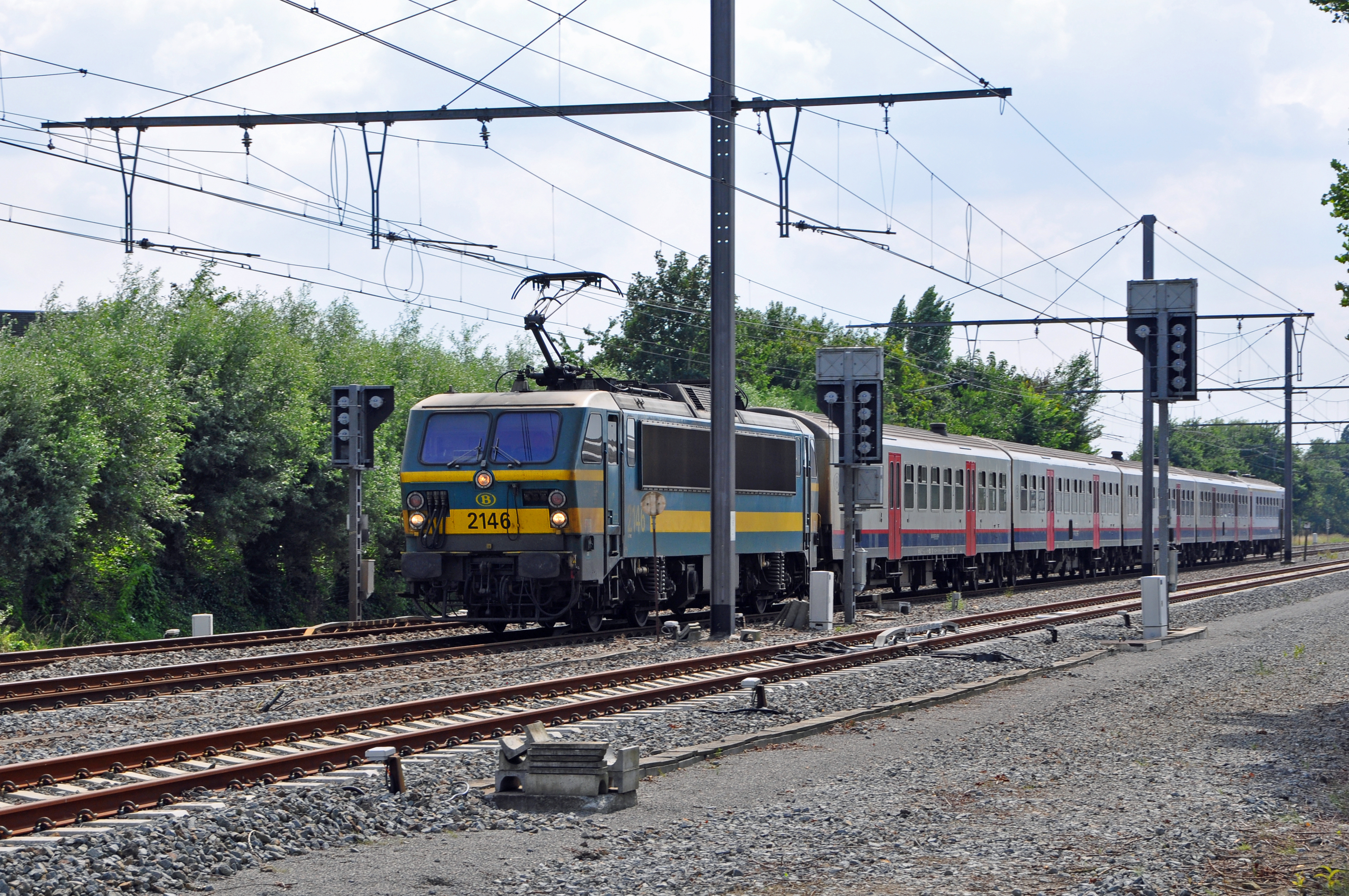
Courte rame de cinq voitures M4.
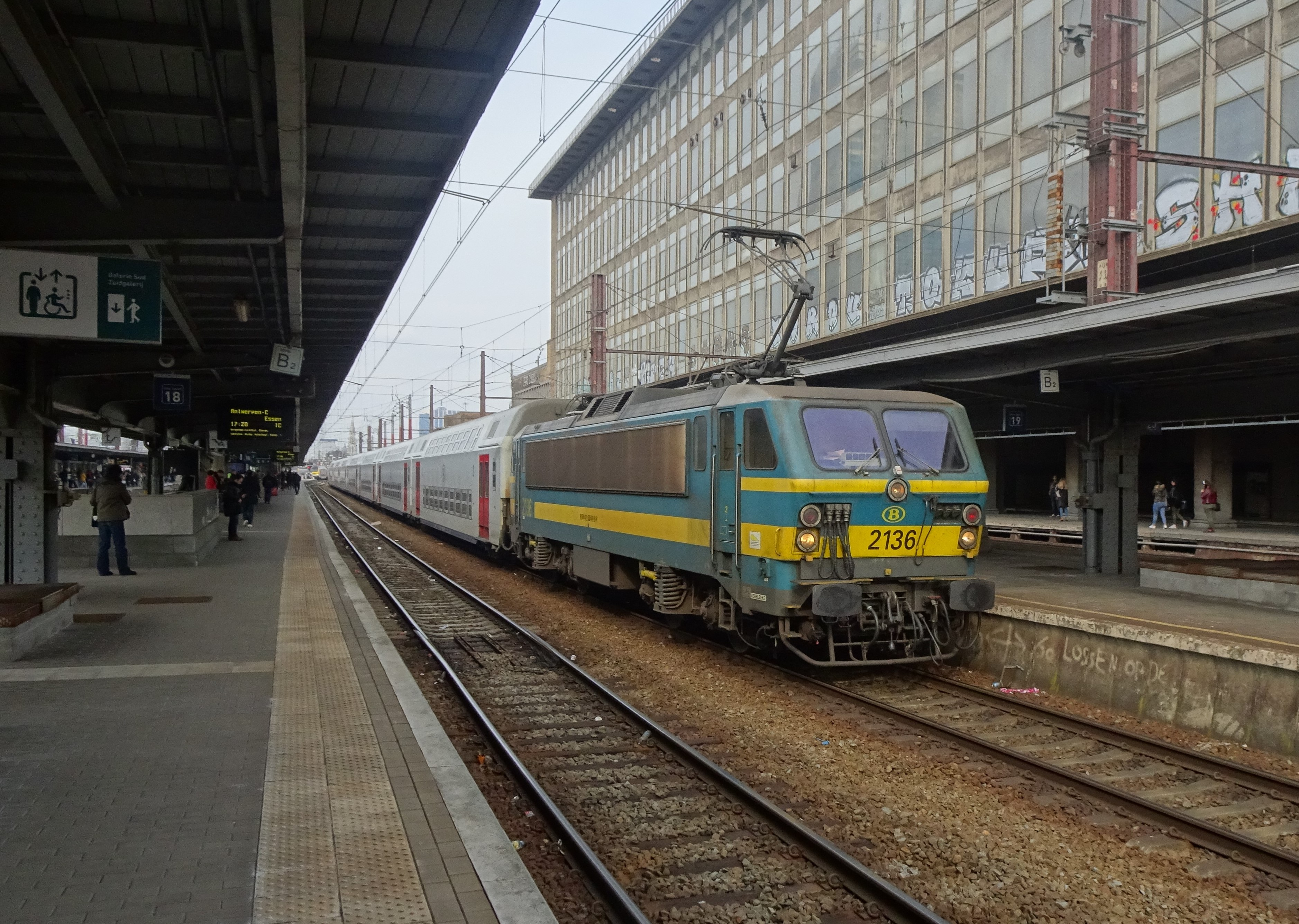
La 2136 remorquant neuf voitures M5.
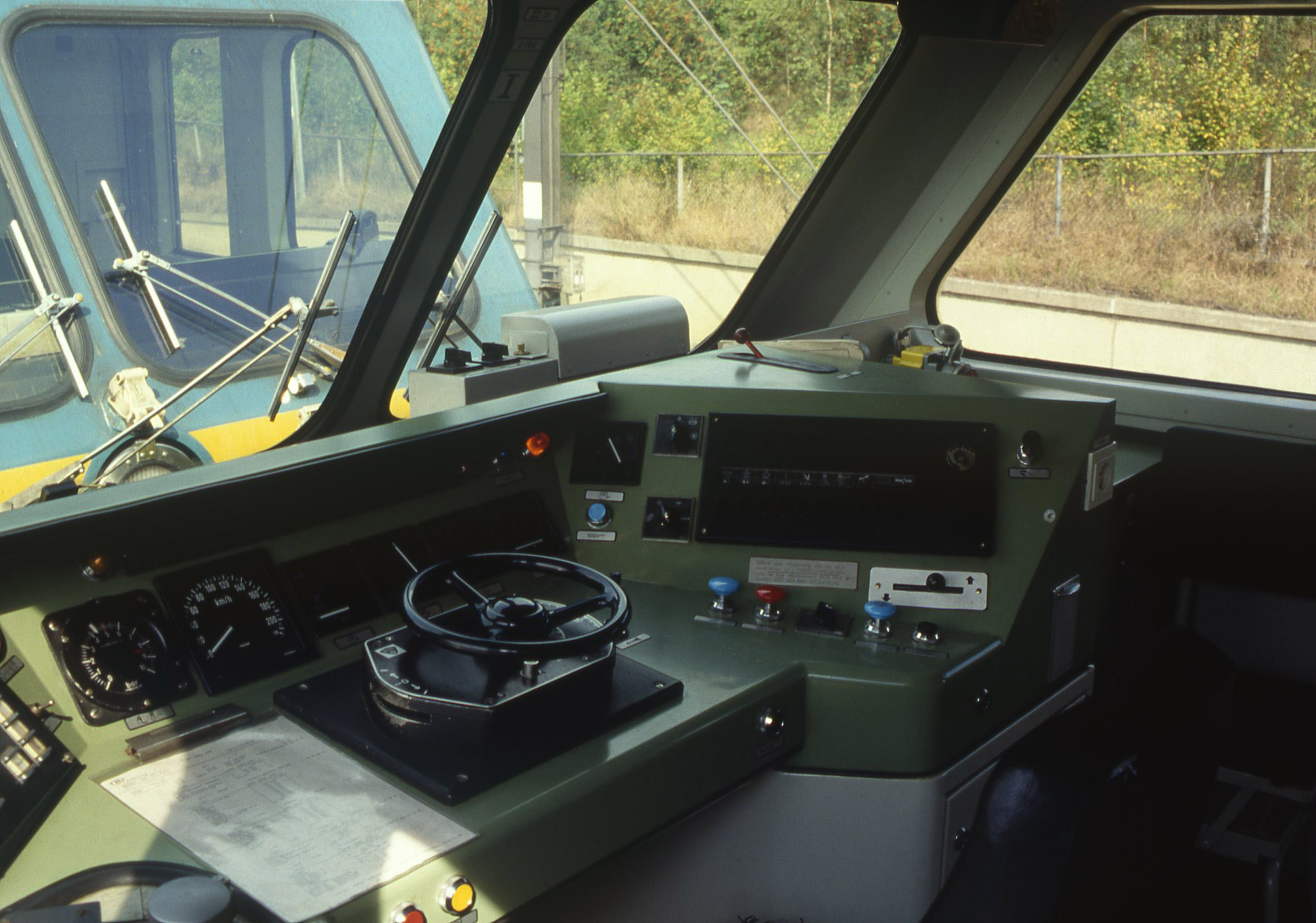
Poste de conduite.

### Retrait du service
En 2014, les locomotives Siemens de la série 18 sont (enfin) opérationnelles et fiables. Aussi, face à des signes de pénuries de pièces détachées et à une relative pléthore d'engins de traction, la SNCB décide de mettre en parc la première moitié de la série en deux vagues de 15 motrices (première vague : (les 2102, 2103, 2106, 2109, 2111, 2112, 2116, 2117, 2119, 2120, 2122, 2125, 2126, 2128 et 2130). Une longue rame d'engins désactivés est constituée dans les installations de Ronet. Vu leur relatif jeune âge, elles sont proposées à la vente. La 2130, accidentée, est ferraillée dès 2016 chez eCore à Aubange.
La société "Wagon Rent MIROSŁAW MASZOŃSKI" marque un intérêt pour ces machines qui pourraient être engagées sous la caténaire 3kV polonaise par des opérateurs de fret privés. Elles aboutiront finalement chez ZNTK, les ex ateliers de réparations des PKP à la suite du transfert en deux lots en 2017 / 2018 de 16 ou 17 engins dont les 2101, 2102, 2103, 2104, 2106, 2109, 2110, 2112, 2116, 2117, 2119, 2120, 2125, 2126, 2127, 2128, 2129. Dans un premier temps vers PESA à Bydgoszcz pour désamiantage, ensuite vers Olesnica. En 2022, à la fermeture de l'atelier ZNTK de Olesnica, les machines n'ont pas été prise en charge. 16 d'entre elles sont transférées début juin vers Jaworzno (Faisceau de Szczakowa Północ).
La stratégie de mise en parc est ensuite quelque peu adaptée, en donnant la priorité aux engins présentant des avaries. Par ailleurs, les locomotives garées sont cannibalisées afin de maintenir les engins toujours actifs des séries 21 et 27 en service (notamment des ventilateurs introuvables sur le marché).
La conversion des locomotives de la série 27 à la commande d'unité multiples par multiplexage (MUX) leur donne un répit : les voitures M5 n'étant pas compatibles avec cette technologie, les HLE 21 deviennent les seules à pouvoir les exploiter en réversibilité.
Simultanément, B-Logistics, qui a dû libérer quelques machines polycourant pour les relations voyageurs entre la Belgique et les Pays-Bas, ainsi que pour une interpénétration plus poussée en France et en Belgique, réutilise temporairement quelques motrices en trafic fret intérieur. Début 2022, la SNCB annonce que 12 engins garés en état de marche restent disponibles à la vente.
Il n'est pas prévu d'équiper la série 21 du système de signalisation ETCS, ce qui en condamne l'usage sur le réseau Infrabel pour 2025 au plus tard.

## La 2109 et la technorame
Fin des années 1980, une asbl d'émanation publique nommée "Club Athena Technologies Education" fit le projet de mettre en place une vitrine des technologies de la région wallonne (afin notamment de susciter des vocations scientifiques parmi les élèves de l'enseignement secondaire). Les thèmes abordés étant l'électronique et la robotique, l'informatique et les télécommunications, les biotechnologies, la recherche spatiale ainsi que quelques technologies plus futuristes (laser, hologrammes...). L'ensemble étant largement financé par le FEDER.

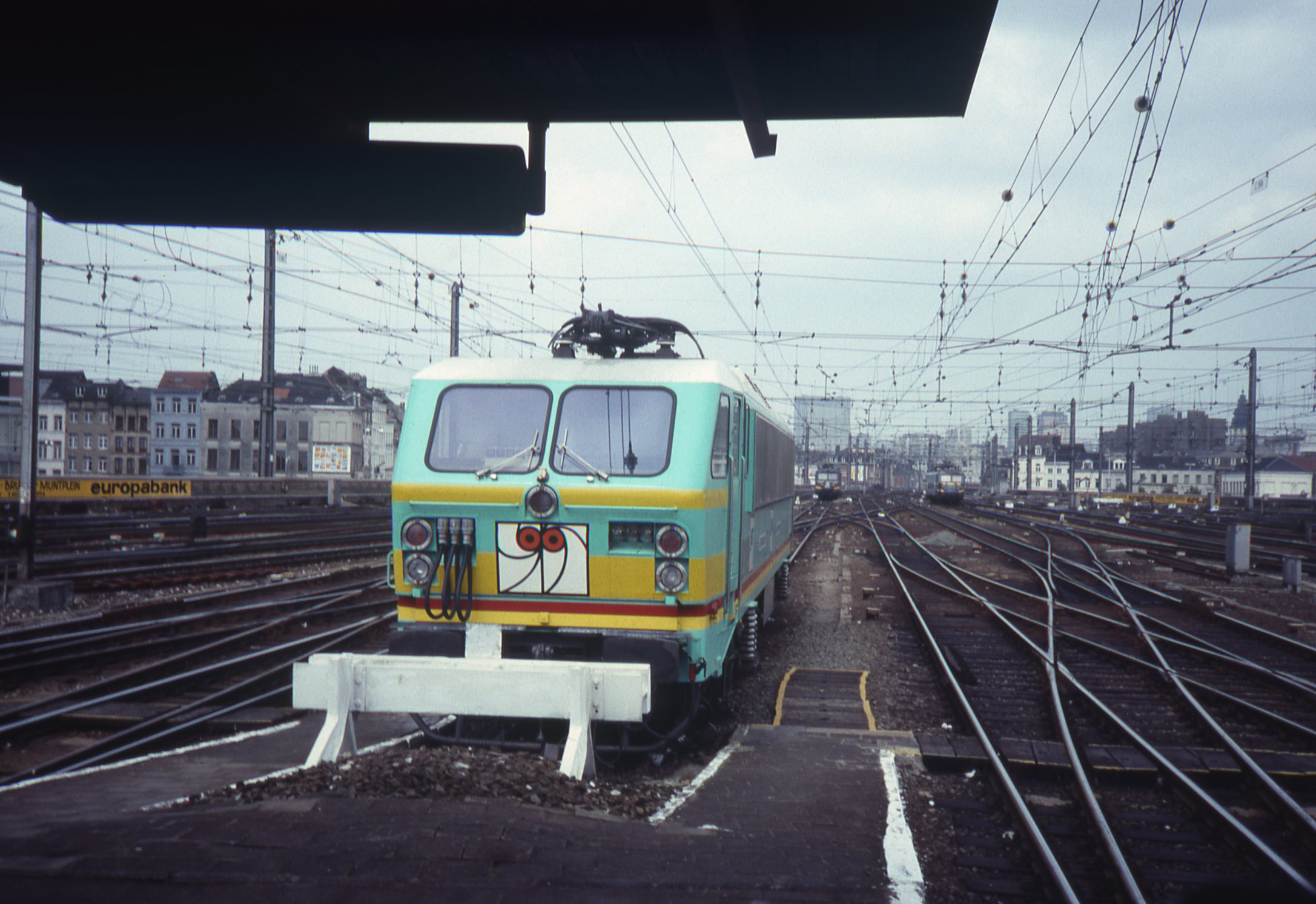
2109 en livrée Technorame garée à Bruxelles-Midi.

Pour toucher le plus large public, cette exposition itinérante pris la forme d'un train expo qui, durant l'année scolaire 1988-1989, stationna dans plusieurs gares de régions en reconversion industrielle, : 

- 12/11 - 25/11 : Mons
- 17/12 - 23/12 : Erquelinnes
- 03/01 - 13/01 : Charleroi
- 21/01 - 27/01 : Verviers
- 28/01 - 03/02 : Ath
- 04/02 - 24/02 : Mouscron
- 25/02 - 03/03 : Jemelle
- 04/03 - 17/03 : Luxembourg
- 18/03 - 24/03 : Arlon
- 08/04 - 14/04 : Libramont
- 15/04 - 21/04 : Virton
- 22/04 - 28/04 : Huy
- 29/04 - 19/05 : Liège-Guillemins

La rame était composée de matériel redécoré pour l'occasion par les ateliers de la SNCB dans un long dégradé allant du turquoise (sur la motrice) au bleu pâle (en queue de convoi). La locomotive 2109 lui sera dédiée. La rame compte également deux wagons marchandises couverts (pour les réserves), un fourgon-générateur et une série de voitures voyageurs reconditionnées en voitures - exposition (démontage des banquettes et parois de séparation, obstruction de la plupart des baies, équipements électriques basse tension domestique) dont une, en voiture cinéma, toujours disponible au Stoomcentrum Maldegem.

## Modélisme
La série 21 a été reproduite à l'échelle HO par la firme belge LS-Models et italienne Lima.